# Polykrates
Polykrates, søn af Aiakes, var tyran over øen Samos fra 538 f.Kr. til 522 f.Kr. Han var en foretagsom regent, der opmuntrede handel, sørøveri, kunst og ingeniørvirksomhed. Tidens største græske poet, Anakreon, og den største af ingeniørerne, Eupalinos fra Megara, holdt begge til ved hans hof. Han skal også have sendt Pythagoras ud på diplomatiske ærinder for sig. I dag er Samos by opkaldt efter Pythagoras (Pythagorion). 

## Regering
Ifølge Herodot var Polykrates den første græske hersker, der forstod betydningen af at være en stærk sømagt. Man trak tidligere på skuldrene af Herodots beskrivelse af akvædukten, Polykrates' ingeniør Eupalinos fik bygget ind til Samos by. Eupalinos skulle også være manden, der konstruerede bymuren omkring Pythagorion, samt byens mole. Men i 1853 genopdagede den franske arkæolog Victor Guerin de første 400 meter af tunnelen ved kilden i Agiades. Mere blev opdaget, og i 1992 blev Eupalinos' tunnel sat på UNESCO's verdensarvsliste. Arbejdet er påbegyndt fra begge ender, og mødtes i midten med kun et par fods fejlmargin. Tunnelen regnes stadig som en af antikkens største bedrifter indenfor ingeniørkunst.
Polykrates lod også rejse en helligdom til ære for Hera. Filosoffen Aristoteles af Stagira regnede dette, sammen med tunnelen, bymuren og molen, som underværker, der tålte sammenligning med Egyptens pyramider.

## Polykrates' endeligt
Polykrates havde oprindeligt delt byen i tre dele og givet en del hver til Syloson og Pantagnotos, sine to brødre. Han dræbte alligevel Pantagnotos, den ældste, og jog den yngste, Syloson, væk.
Da han nu var så vidt, sluttede han gæstevenskab med Egyptens konge Amasis. Polykrates havde held i alt, hvad han foretog sig; vandt alt, han indlod sig på; og var herre over mange skibe og bueskytter. Amasis hørte, at det gik Polykrates virkelig godt, og at han havde held i alt. Det gjorde Amasis urolig, for ingen kan have for meget held uden at vække gudernes vrede og misundelse (hybris). Derfor skrev han et brev til Polykrates, hvor han rådede ham til at kaste det, han ville savne allermest. Polykrates fulgte rådet og smed sin dyreste ring i havet. Han sørgede efterfølgende 5-6 dage over tabet; men så kom en fisker med en gave til kongen, en stor fisk, og da kokken skar fisken op, lå ringen indeni. Polykrates skrev hele episoden til Amasis, og Amasis forstod, at Polykrates kom til at ende sine dage ulykkeligt. Derfor opsagde han gæstevenskabet, for ikke at komme til at sørge over Polykrates' endeligt.
Mere sandsynligt er det, at alliancen blev afsluttet, fordi Polykrates allierede sig med perserkongen Kambyses 2. mod Egypten. Perserne viste ingen videre interesse for at erobre de græske øer. De var krigere til lands, ikke til søs. Men farao Amasis (Ahmose 2.)  forudså et muligt persisk angreb på Egypten, og fandt det klogest at finde allierede, der kunne hjælpe ham at beskytte Nildeltaet mod angreb. Farao Amasis lod derfor bygge en flåde, lejede udenlandske søfolk ind, erobrede Cypern og indgik alliance med Polykrates og med kong Krøsus af Lydien. Det var faraos rigelige pengestøtte, der gjorde det muligt for Polykrates at bygge en stor flåde på 100 skibe, hver med 50 roere og ti bueskytter. Dette kostede 7-8 tons sølv i året, og havde ikke været muligt uden egyptisk støtte. Uden at fortælle befolkningen noget, sendte Polykrates en udsending til Kambyses 2., der var ved at samle en hær netop for at angribe Egypten, og bad ham om at sende en budbringer til Samos med bøn om en flådestyrke til hjælp mod Egypten. Det gjorde perserkongen, og Polykrates satte så sine politiske modstandere til at ro fyrre krigsskibe, der blev sendt af sted. Polykrates bad Kambyses 2. om at få dem henrettet; men det havde de mistanke om, og vendte tilbage fra Egypten for at dræbe ham. De nedkæmpede Polykrates til havs, men mislykkedes i at erobre Samos. I stedet sejlede de ind til fastlandet og allierede sig med Sparta og Korinth, der sendte styrker til øen; men efter fyrre dage blev belejringen opgivet. Imidlertid havde Polykrates mistet pengestøtten fra Egypten, efter at landet blev erobret af perserne i slaget ved Pelusium 525 f.Kr. - ifølge makedoneren Polyaetus fordi de persiske angribere holdt katte foran sig, så de egyptiske soldater ikke turde at slå fra sig af frygt for at skade kattene. Herodot skriver dog ikke noget om, at katte deltog i slaget.  
I 522 f.Kr., efter Kambyses' død, planlagde Oroetus, satrapen i Sardis, at få Polykrates dræbt; enten fordi han selv var mislykkedes i at underlægge sig Samos, eller fordi Polykrates havde afvist en persisk udsending. Med løfte om økonomisk støtte indbød den svigefulde Oroetus Polykrates til sin residens i Magnesia, og Polykrates lod sig friste af udsigten til penge - skønt hans datter advarede ham stærkt mod at rejse. Hun havde haft en drøm, hvor hun så sin far "hænge i luften, vasket af Zeus og salvet af solguden Helios". Selv da han var på vej ned til skibet, kom hun med sine advarsler. Han svarede med at true hende med, at hun ville være jomfru i meget lang tid, hvis han kom helskindet hjem. Pigen svarede, at hun foretrak at leve som jomfru, fremfor at miste sin far. Han rejste så med et stort følge, deriblandt datidens dygtigste læge, Demokedes fra Kroton; men straks ved ankomst til Magnesia blev han dræbt på en måde, Herodot finder "for frygtelig til at beskrive"; derefter blev han korsfæstet. Datterens spådom blev også opfyldt; for mens det regnede, blev han vasket af Zeus; og mens solen skinnede, blev han salvet af Helios i den sved, der løb af ham.